# Качи, Мехмет Вехип
Мехмет Вехип-паша, впоследствии взявший фамилию Качи (тур. Vehip Kaçı; 1877, Янина — 1940, Стамбул) — военный деятель Османской империи, генерал. Участник Балканских и Первой мировой войн. Был советником эфиопской армии во время вторжения итальянских войск.

## Биография
Мехмет Вехип родился в 1877 году в Янине в албанской семье. Вехип родился в семье мэра города (Его братом был известный политик Эссад-паша). В 1899 году Вехип окончил турецкую военную академию. После окончания училища, Вехип был зачислен в 4-ю армию, которая находилась в Йемене. В 1909 году Вехип переходит на службу в военное министерство. Затем назначен начальником кадетского корпуса и получил звание майора.
Во время Первой Балканской войны, Вехип участвовал в защите крепости Янина. 20 февраля 1913 года Вехип вместе с турецким гарнизоном сдался в плен греческим войскам под командованием Иоанниса Метаксаса. После окончания войны Вехип вернулся из плена и был назначен командиром 22-й пехотной дивизии, которая была расквартирована в Хиджазе.
После вступления Турции в Первую мировую войну, Вехип был назначен командиром 15-го армейского корпуса в Галлиполи. Затем Вехипа назначили командующим 2-й армией. Успех турецких войск в Дарданелльской битве привёл к назначению Вехипа командующим 3-й армией на Кавказе. В 1916 году армия Вехипа потерпела несколько поражений от русских войск. В 1918 года после выхода России из войны армия Вехипа перешла в наступление и вернула все потерянные территории. После окончания войны и подписания Турции перемирия с Антантой, Вехип вернулся в Стамбул.
Вехип-паша был начальником штаба эфиопской армии на Южном фронте. Вехип-паша разработал сильную укреплённую линию эфиопской армии, которая получила название Линия Гинденбурга (в честь оборонительной линии немецкой армии в Первой мировой войне). Однако итальянские войска в ходе битве при Огадене сумели прорвать эту линию. После этого Вехип покинул Эфиопию и вернулся в Стамбул. Умер в 1940 году и похоронен в Стамбуле.